# Four Nations Chess League 2007/08
Die Saison 2007/08 war die 15. Spielzeit der Four Nations Chess League (4NCL). 
Die beiden Mannschaften von Guildford A&DC und der Barbican Chess Club lieferten sich einen Dreikampf um den Titel. Am Ende konnte Guildfords erste Mannschaft seinen Vorjahrestitel vor der eigenen zweiten Mannschaft und Barbican verteidigen. 
Aus der Division 2 waren Richmond, der Cambridge University Chess Club und die zweite Mannschaft des Barbican Chess Club aufgestiegen, welche die Plätze 8 bis 10 belegten. Da die Klasse zur kommenden Saison auf 16 Mannschaften aufgestockt wurde, war kein Abstieg vorgesehen. Die Slough Sharks gaben während der Saison sieben Partien kampflos ab, daher wurden ihnen am Ende der Saison drei Mannschaftspunkte abgezogen.
Zu den gemeldeten Mannschaftskadern siehe Mannschaftskader der Four Nations Chess League 2007/08.

## Termine und Spielorte
Die Wettkämpfe fanden statt am 15. und 16. September, 10. und 11. November 2007, 12. und 13. Januar, 1. und 2. März sowie 3., 4. und 5. Mai 2008. Die ersten beiden und die letzten drei Runden wurden in Sunningdale ausgerichtet, dritte und vierte in Birmingham, die übrigen in Wokefield.

## Abschlusstabelle
| Pl. | Verein                                 | Sp | G  | U | V | MP    | Brett-P.  |
| --- | -------------------------------------- | -- | -- | - | - | ----- | --------- |
| 01. | Guildford A&DC I. Mannschaft (M)       | 11 | 10 | 1 | 0 | 21:1  | 67,5:20,5 |
| 02. | Guildford A&DC II. Mannschaft          | 11 | 10 | 0 | 1 | 20:2  | 58,0:30,0 |
| 03. | Barbican Chess Club I. Mannschaft      | 11 | 8  | 1 | 2 | 17:5  | 53,5:34,5 |
| 04. | Betsson.com                            | 11 | 7  | 1 | 3 | 15:7  | 47,5:40,5 |
| 05. | The Gambit ADs                         | 11 | 6  | 0 | 5 | 12:10 | 49,0:39,0 |
| 06. | Hilsmark Kingfisher                    | 11 | 3  | 3 | 5 | 9:13  | 39,5:48,5 |
| 07. | Wood Green                             | 11 | 3  | 2 | 6 | 8:14  | 42,0:46,0 |
| 08. | Richmond (N)                           | 11 | 3  | 2 | 6 | 8:14  | 41,5:46,5 |
| 09. | Cambridge University Chess Club (N)    | 11 | 3  | 2 | 6 | 8:14  | 37,0:51,0 |
| 10. | Barbican Chess Club II. Mannschaft (N) | 11 | 3  | 1 | 7 | 7:15  | 34,5:53,5 |
| 11. | North West Eagles                      | 11 | 0  | 3 | 8 | 3:19  | 27,5:60,5 |
| 12. | Slough Sharks                          | 11 | 1  | 2 | 8 | 1:21  | 30,5:57,5 |

## Entscheidungen
|     | Britischer Meister: Guildford A&DC I. Mannschaft |
|     | Absteiger in die Division 2: keiner              |
| (M) | Meister der letzten Saison                       |
| (N) | Aufsteiger der letzten Saison                    |

## Kreuztabelle
| Ergebnisse | Ergebnisse                         | 01. | 02. | 03. | 04. | 05. | 06. | 07. | 08. | 09. | 10. | 11. | 12. |
| ---------- | ---------------------------------- | --- | --- | --- | --- | --- | --- | --- | --- | --- | --- | --- | --- |
| 01.        | Guildford A&DC I. Mannschaft       |     | 6   | 5   | 6½  | 5½  | 7   | 6½  | 4½  | 4   | 7½  | 7½  | 7½  |
| 02.        | Guildford A&DC II. Mannschaft      | 2   |     | 5½  | 5½  | 6   | 4½  | 4½  | 5   | 5½  | 7   | 7   | 5½  |
| 03.        | Barbican Chess Club I. Mannschaft  | 3   | 2½  |     | 5   | 4½  | 4   | 4½  | 5   | 7   | 6   | 5   | 7   |
| 04.        | Betsson.com                        | 1½  | 2½  | 3   |     | 5½  | 4½  | 4½  | 4½  | 4   | 6   | 6   | 5½  |
| 05.        | The Gambit ADs                     | 2½  | 2   | 3½  | 2½  |     | 7   | 3½  | 5   | 5½  | 5   | 6½  | 6   |
| 06.        | Hilsmark Kingfisher                | 1   | 3½  | 4   | 3½  | 1   |     | 4½  | 3½  | 5½  | 5   | 4   | 4   |
| 07.        | Wood Green                         | 1½  | 3½  | 3½  | 3½  | 4½  | 3½  |     | 4   | 3½  | 4   | 5   | 5½  |
| 08.        | Richmond                           | 3½  | 3   | 3   | 3½  | 3   | 4½  | 4   |     | 5½  | 2½  | 4   | 5   |
| 09.        | Cambridge University Chess Club    | 4   | 2½  | 1   | 4   | 2½  | 2½  | 4½  | 2½  |     | 4½  | 6   | 3   |
| 10.        | Barbican Chess Club II. Mannschaft | ½   | 1   | 2   | 2   | 3   | 3   | 4   | 5½  | 3½  |     | 5½  | 4½  |
| 11.        | North West Eagles                  | ½   | 1   | 3   | 2   | 1½  | 4   | 3   | 4   | 2   | 2½  |     | 4   |
| 12.        | Slough Sharks                      | ½   | 2½  | 1   | 2½  | 2   | 4   | 2½  | 3   | 5   | 3½  | 4   |     |

## Die Meistermannschaft
| 1.            | Guildford A&DC |
| Schachfiguren | Mark Hebden, Nicholas Pert, James Plaskett, Anthony Kosten, Mohamed Tissir, Alexander Tschernjajew, John Shaw, Susan Lalić, David Howell, Daniel King, Stuart Conquest, Glenn Flear, Matthieu Cornette, Jonathan Rowson, Éric Prié, Joseph Gallagher. |